# John Garcia
John García (nació el 4 de septiembre de 1970 en San Manuel, Arizona) Es conocido por ser el cantante de la banda Kyuss (ahora conocidos como Vista Chino) y por ser uno de los músicos más importantes del auge del stoner rock de comienzos de los años 90. Tras Kyuss, ha participado también en otras bandas stoner como Slo Burn, Unida y Hermano.

## Biografía
En 1989 fundó, junto a Josh Homme, la mítica banda Kyuss cuando aún estaban en el instituto. El resto de miembros fundadores de la banda fueron Nick Oliveri, Chris Cockrell y Brant Bjork. García es el único miembro de Kyuss, junto a Homme, que ha participado en los cinco álbumes de la banda en sus seis años de vida, desde 1989 hasta su desintegración final en 1995.
En 1996, García forma Slo Burn, su primer proyecto tras Kyuss, pero fracasa estrepitosamente abandonando un año después y después de grabar una demo y un EP. Pese a ello, llegaron a tocar en 1997 en el prestigioso festival de hard rock Ozzfest.
Poco después de la desaparición de Slo Burn, García vuelve a la carga con un nuevo producto stoner llamado Unida, en el que participa Scott Reeder, ex bajista de Kyuss. Su nueva banda tuvo algo más de éxito que Slo Burn, grabando tres discos y lanzando un recopilatorio en 2004. Actualmente siguen dando conciertos.
En 1998, García se enroló en Hermano, un proyecto de varios músicos de la escena stoner, con quien ha grabado hasta el momento cuatro álbumes.
En 2010, John García realiza una gira llamada García Plays Kyuss en la que el vocalista se rodea de un elenco de nuevos músicos para tocar los temas de Kyuss.
La gira europea ha llevado a García a tocar en Madrid, Barcelona y Bilbao entre otros lugares de Europa.
Los músicos que acompañan a John García en esta gira son Bruno Fevery en la guitarra, Jacques de Haard en el bajo y Rob Snijdersen la batería y provienen de bandas como Celestial Season o Agua de Annique.

### Otras apariciones
En 2003, participó en uno de los sencillos de The Crystal Method, llamado "Born Too Slow", donde también participó el guitarrista de Limp Bizkit, Wes Borland. A finales de 2005, los seguidores de Kyuss lograron ver por primera vez a García y Homme tocando canciones en directo de Kyuss, cuando García participó en uno de los conciertos de Queens of the Stone Age en Los Ángeles, California. Los seguidores que allí se encontraban viendo a la banda se quedaron atónitos al comprobar como John García entraba al escenario y comenzaba a tocar junto a Josh Homme "Thumb", "Hurricane" y "Supa Scoopa and Mighty Scoop", antiguas canciones de Kyuss.
También participó en la grabación del tercer álbum de los canadienses Danko Jones, en 2006.

## Discografía
- Sons of Kyuss - Sons of Kyuss (1990)
- Kyuss - Wretch (1991)
- Kyuss - Blues for the Red Sun (1992)
- Kyuss - Welcome to Sky Valley (1994)
- Kyuss - ...And the Circus Leaves Town (1995)
- Kyuss/Queens of the Stone Age - Kyuss/Queens of the Stone Age EP (1997)
- Slo Burn - Amusing the Amazing EP (1997)
- Unida/Dozer - The Best Of Wayne-Gro/Coming Down The Mountain Split EP (1998)
- Unida - Coping With The Urban Coyote (1999)
- Unida - For the Working Man (un-released)
- Hermano - Only A Suggestion (2002)
- Hermano - Dare I Say (2004)
- Hermano - Live at W2 (2005)
- Hermano - Into the exam room (2008)
- Vista Chino - Peace (2013)

Como John García:
John Garcia (2014)
The Coyote Who Spoke in Tongues (2017)
John Garcia and the Band of Gold (2019)

Aparece en:
Supafuzz – Supafuzz (1998) "You Don't Even Know Me", "Mr. Policeman"
Misdemeanor– Five Wheel Drive EP (1999) "Love Song"
Mondo Generator – Cocaine Rodeo (2000) "Simple Exploding Man" w/ classic Kyuss line-up.
Metallic Assault: A Tribute to Metallica (2001) "The Thing That Should Not Be"
Orange Goblin – Coup de Grace (2002) "Made of Rats", "Jesus Beater"
Gallery of Mites – Bugs on a Blue Fish (2003) "100 Days(Heron)"
The Crystal Method – Legion of Boom (2003) "Born Too Slow" w/ Wes Borland
Biblical Proof of UFO's – Interstellar Messages (2004) "Passive Aggressive", "Two Minute Warning"
Danko Jones – Sleep Is the Enemy (2006) "Invisible"
Waxy – Chainsaw Holiday (2007) "White Walls"
Danko Jones – Never Too Loud (2008) "Forest for the Trees" w/ Pete Stahl
Arsenal – Lotuk (2008) "Not a Man", "Diggin a Hole"
Monkey3 – Undercover (2009) "Watchin' You"
Mad City Rockers – Black Celebration (2009) "Stronger"
Karma to Burn – Appalachian Incantation (2010) "Two Times" (bonus track)
Mondo Generator – Hell Comes to Your Heart (2012) "The Last Train"
Steak – Slab City (2014) "Pisser"
Zun – Burial Sunrise (2016) "Nothing Farther", "All for Nothing", "All That You Say I Am"